# Акихито
Акихито (јап. 明仁; Токио, 23. децембар 1933) је припадник Јапанске царске династије Јамато као и бивши јапански цар, који је на власт дошао 7. јануара 1989. године , наследивши на том месту свога оца Хирохита и поставши тако 125. цар Јапана. Владао је до 30. априла 2019. године, када је абдицирао у корист свог сина Нарухита.

## Детињство и младост
Акихито је рођен као пето по реду дете, али уједно и најстарији син цара Хирохита и царице Нагако. Његово име у детињству било је Tsugu-no-miya Akihito, а титула Принц Тсонгу (継宮, Tsugu no Miya). У раном детињству Акихита су васпитавали приватни учитељи, а од 1940. до 1952. похађао је Племићку школу Током америчког бомбардовања Токија принчеви Акихито и Масахито су били евакуисани из града. После рата, у време америчке окупације Јапана, принц Акихито је добијао часове енглеског језика и западне културе од Американке Елизабет Греј Вининг. По захтеву цара Хирохита, Акихито није служио војску што је био преседан у дугој историји Јапана. Једно време је студирао привреду и политичке науке, али никада није дипломирао. Године 1952. Акихито је званично добио титулу престолонаследника. У јуну 1953. Акихито је присуствовао крунисању британске краљице Елизабете II.
Као престолонаследник је, заједно са супругом Мичико и око пет функционера јапанске круне и владе, посетио Београд 12. јуна 1976. године. у званичној посети Југославији. По слетању на Сурчински аеродром су посетили Београд и касније Дубровник, да би наредних дана посетили Котор, Свети Стефан, Љубљану и Блед. Јосип Броз Тито их је дочекао трећег дана посете, 14. јуна, у Белом двору у Београду. Том приликом је јапански престолонаследник одликован Орденом југословенске звезде на ленти, а Видоје Жарковић, који је предводио делегацију која је дочекала јапанску делегацију, од Акихита добија Орден излазећег сунца првог реда. Из Југославије су авионом отишли 15. јуна те године. Ово је била једина посета неког члана јапанске царске породице Југославији, а закључно са 8. јулом 2022. и Србији.

## Брак
Оженио се 10. априла 1959. са Мичико Шода и тако постао први члан царске породице који се није оженио женом плаве крви. Цар и царица имају троје деце:
- престолонаследник Нарухито (рођен 1960)[1]
- принц Акишино (рођен 1965)[1]
- принцеза Нори (рођена 1969)[1][3]

## Владавина
Цар Акихито је наследио свог оца Хирохита који је умро 7. јануара 1989. Свечана церемонија крунисања обављена је 12. новембра 1990. Цар је након доласка на престо више пута упутио извињења азијским државама које су биле под јапанском окупацијом. Прво извињење је упутио Кини у априлу 1989. године. Цар је 2001. године изразио забринутост због односа Северне и Јужне Кореје и жаљење због тензија између Јапана и Корејског полуострва.
Цар и царица су званично посетили 18 држава. У јуну 2006. царски пар је посетио америчко острво Сајпан, поприште велике битке у Другом светском рату од 15. јуна до 9. јула 1944. То је био први обилазак места неке битке ван Јапана. Том приликом цар се помолио за душе свих који су страдали у тој бици. Ова посета је цару донела велику популарност у земљи и свету.
Цару је у јануару 2003. оперисан рак простате. Прво мушко унуче добио је 6. септембра 2006. То је први мушки члан породице рођен после 41 године и његовим рођење је решена криза наслеђа јапанског престола.
Цар се бави ихтиологијом и у научним часописима објављује чланке из ове области. Период његове владавине зове се у јапанској историји именом Хеисеи и то име ће му бити додељено постхумно.
У децембру 2017, цар је најавио да ће да абдицира 30. априла 2019.